# جولیو اسکارنیچی
جولیو اسکارنیچی (ایتالیایی: Giulio Scarnicci؛ ‏ ۵ مه ۱۹۱۳ – ۱۳ ژوئیهٔ ۱۹۷۳) فیلم‌نامه‌نویس اهل ایتالیا بود.
از فیلم‌هایی که وی در آن‌ها نقش داشته است، می‌توان به برده نازنینم اشاره نمود.